# Comox Valley
Comox Valley – dystrykt regionalny w kanadyjskiej prowincji Kolumbia Brytyjska. Siedziba władz znajduje się w Courtenay. Comox Valley powstał 15 lutego 2008 roku poprzez rozpad ówczesnego dystryktu regionalnego Comox-Strathcona (drugim powstałym wówczas dystryktem regionalnym jest Strathcona).
Comox Valley ma 63 538 mieszkańców. Język angielski jest językiem ojczystym dla 91,6%, francuski dla 2,3%, niemiecki dla 1,8% mieszkańców (2011).